# 30歳成人説
30歳成人説（30さい せいじんせつ）とは日本の民法が成年を満20歳と定めているのに対し、「精神年齢でいけば今の30歳は、昔の20歳くらいにあたる」という考え方のことである。作家の村上春樹が唱えている。
村上春樹は「自分が本当にやりたいことなんかそう簡単に分かるものではない、30までは色んなことをやって30になってから人生の進路を決めればよい」という趣旨のことを述べている。作家の田口ランディは、「人間は29歳に転機を迎えるという法則」（29歳変動説）というのを唱えている。また小川明は自己の確立ができない若者たちはマニュアル、カタログにたより情報擬似体験のなかで流され20歳成人の意義がなくなり、30歳が成人になる節目になったとしている。
一方で、成年の引き下げに関する議論もなされている。